# Souper Ligka Ellada 2017-2018
La Souper Ligka Ellada 2017-2018 è stata l'82ª edizione della massima serie del campionato greco di calcio, la 59ª a girone unico, ed è iniziata il 19 agosto 2017. Il campionato è stato sospeso dall'11 al 26 marzo 2018, in seguito ai fatti avvenuti negli ultimi minuti del match tra PAOK Salonicco e AEK Atene.
L'AEK Atene conquista il 12º titolo dopo 24 anni dall'ultima volta.

## Stagione

### Formula
Le squadre partecipanti sono sedici e disputano un girone di andata e ritorno per un totale di 30 partite.
Le ultime due classificate retrocedono direttamente in Football League.
Il punteggio prevede tre punti per la vittoria, uno per il pareggio e nessuno per la sconfitta.
Le squadre ammesse alle coppe europee sono cinque: i campioni e i vicecampioni ai preliminari della UEFA Champions League 2018-2019, mentre sono tre i posti per la UEFA Europa League 2018-2019.

### Avvenimenti
Il campionato inizia con il prevedibile dominio dell'Olympiakos, che avendo vinto 19 degli ultimi 21 campionati, parte da assoluto favorito. La squadra del Pireo si ferma alla quinta giornata, perdendo 3-2 in casa dell'AEK Atene, e nella giornata successiva incassa una clamorosa sconfitta casalinga contro l'Atromitos. Passa quindi in testa il PAOK Salonicco, che però incappa in due sconfitte proprio contro le altre due contendenti al titolo, l'Olympiakos e l'AEK Atene. Più staccato è invece il Panathīnaïkos, alle prese con una stagione complicata, nonostante la vittoria nel derby del 28 ottobre 2017 contro l'Olympiakos. Il gruppo di coda si delinea rapidamente, con il Platanias che colleziona ben 12 sconfitte consecuitve e con Apollōn Smyrnīs e Kerkyra a lottare per non retrocedere. Importante è anche la stagione dell'Atromitos, che dopo 10 risultati utili consecutivi si ferma a Salonicco, perdendo 2-1 contro il PAOK.
Alla pausa invernale al primo posto vi è l'AEK Atene, seguito dall'Olympiakos, che dal 5 novembre 2017 al 21 gennaio 2018 colleziona ben 9 vittorie consecutive. Il 4 febbraio l'Olympiakos perde in casa lo scontro diretto contro l'AEK, che consolida la sua posizione in vetta. I biancorossi nella giornata successiva non vanno oltre il pari in casa dell'Atromitos, facendosi raggiungere dal PAOK, che contro il Lamia centra la decima vittoria consecutiva. Tra febbraio e marzo si arriva così alla fase calda del campionato, ma lo scontro diretto del 25 febbraio tra PAOK e Olympiakos viene assegnato per 0-3 a tavolino in quanto il tecnico ospite Óscar García viene colpito al volto da un rotolo di carta igienica lanciato dai tifosi locali. La settimana seguente il club di Salonicco perde all'ottavo minuto di recupero in casa dell'Asteras Tripolīs; al fischio finale si scatena una rissa, con i tifosi che tentano di invadere il terreno di gioco. L'AEK Atene batte per 1-0 il Panionios e fa un passo avanti sulle inseguitrici, visto il pareggio dell'Olympiakos contro il Panathīnaïkos. La giornata successiva vede quindi come posticipo lo scontro diretto tra PAOK e AEK Atene, in programma per l'11 marzo allo Stadio Toumba. Intanto, nel pomeriggio l'Olympiakos vince facilmente in casa del Platanias; questo risultato costringe il PAOK a dover vincere per non finire in terza posizione. Il match rimane inchiodato sullo 0-0 fino al 90', quando Fernando Varela firma il gol vittoria per il PAOK, il quale viene però annullato per fuorigioco dall'arbitro Georgios Kaminis dopo le proteste ospiti. In questi attimi concitati, in segno di protesta il presidente del PAOK Ivan Savvidis entra sul terreno di gioco con una pistola nella fondina e l'incontro viene quindi sospeso. In seguito a questi fatti, il giorno seguente la Federazione calcistica greca, in accordo con il Primo ministro greco Alexīs Tsipras decide di sospendere il campionato a tempo indeterminato, salvo poi annunciare la ripresa del campionato il 26 marzo. Savvidis viene squalificato per 3 anni e il PAOK viene sanzionato con la sconfitta a tavolino dell'incontro dell'11 marzo e 3 punti di sospensione in classifica, più 2 per la prossima stagione. Alla ripresa del campionato, il PAOK vince le ultime 5 partite mentre l'AEK Atene, forte del vantaggio di 8 punti non ha difficoltà a conquistare il suo 12º titolo, 24 anni dall'ultima volta. L'Olympiakos conclude terzo, rimanendo fuori dalla zona Champions, seguito dall'Atromitos, che dopo 11 anni torna a disputare i preliminari di Europa League. Il Panathīnaïkos conclude undicesimo; è il peggior piazzamento nella storia del club in massima divisione. Retrocedono Kerkyra e Platanias; l'Apollōn Smyrnīs ottiene infatti 4 vittorie nelle ultime 7 partite di campionato, centrando l'obiettivo salvezza.

## Squadre partecipanti
| Club             | Città      | Stadio                        | Stagione precedente         |
| ---------------- | ---------- | ----------------------------- | --------------------------- |
| AEK Atene        | Atene      | Olympiakó Stádio Spyros Louis | 2º posto                    |
| Apollōn Smyrnīs  | Atene      | Georgios Kamaras Stadium      | 1º posto in Football League |
| Asteras Tripolīs | Tripoli    | Stadio Theodōros Kolokotrōnīs | 12º posto                   |
| Atromītos        | Peristeri  | Stadio Peristeri              | 9º posto                    |
| Kerkyra          | Corfù      | Stadio Kerkyras               | 10º posto                   |
| Lamia            | Lamia      | Stadio Municipale di Lamia    | 2º posto in Football League |
| Larissa          | Larissa    | AEL FC Arena                  | 13º posto                   |
| Levadeiakos      | Livadia    | Stadio Levadias               | 14º posto                   |
| Olympiacos       | Il Pireo   | Stadio Geōrgios Karaiskakīs   | Campione                    |
| Panaitōlikos     | Agrinio    | Stadio Panaitolikou           | 11º posto                   |
| Panathīnaïkos    | Atene      | Stadio Apostolos Nikolaidis   | 3º posto                    |
| Paniōnios        | Nea Smyrnī | Stadio Nea Smyrnī             | 5º posto                    |
| PAOK             | Salonicco  | Stadio Toumba                 | 4º posto                    |
| PAS Giannina     | Giannina   | Stadio Zosimades              | 9º posto                    |
| Platanias        | Platanias  | Perivolia Municipal Stadium   | 7º posto                    |
| Xanthī           | Xanthi     | Xanthi FC Arena               | 6º posto                    |

## Classifica
|                   | Pos. | Squadra             | Pt | G  | V  | N  | P  | GF | GS | DR  |
| ----------------- | ---- | ------------------- | -- | -- | -- | -- | -- | -- | -- | --- |
| Grecia (bandiera) | 1.   | AEK Atene           | 70 | 30 | 21 | 7  | 2  | 50 | 12 | +38 |
|                   | 2.   | PAOK (-3)           | 64 | 30 | 21 | 4  | 5  | 59 | 19 | +40 |
|                   | 3.   | Olympiacos (-3)     | 57 | 30 | 18 | 6  | 6  | 63 | 28 | +35 |
|                   | 4.   | Atromītos           | 56 | 30 | 15 | 11 | 4  | 43 | 21 | +22 |
|                   | 5.   | Asteras Tripolīs    | 45 | 30 | 12 | 9  | 9  | 39 | 24 | +15 |
|                   | 6.   | Xanthī              | 45 | 30 | 12 | 9  | 9  | 31 | 30 | +1  |
|                   | 7.   | Paniōnios           | 40 | 30 | 10 | 10 | 10 | 32 | 31 | +1  |
|                   | 8.   | Panaitōlikos        | 35 | 30 | 9  | 8  | 13 | 31 | 40 | -9  |
|                   | 9.   | PAS Giannina        | 34 | 30 | 7  | 13 | 10 | 31 | 34 | -3  |
|                   | 10.  | Levadeiakos         | 34 | 30 | 8  | 10 | 12 | 23 | 34 | -11 |
|                   | 11.  | Larissa             | 31 | 30 | 7  | 10 | 13 | 22 | 41 | -19 |
|                   | 12.  | Lamia               | 30 | 30 | 6  | 12 | 12 | 20 | 34 | -14 |
|                   | 13.  | Panathīnaïkos (-11) | 29 | 30 | 10 | 10 | 10 | 30 | 30 | 0   |
|                   | 14.  | Apollōn Smyrnīs     | 29 | 30 | 6  | 11 | 13 | 23 | 36 | -13 |
|                   | 15.  | Kerkyra             | 22 | 30 | 4  | 10 | 16 | 19 | 51 | -32 |
|                   | 16.  | Platanias           | 10 | 30 | 2  | 4  | 24 | 14 | 65 | -51 |

Legenda: 

      Campione di Grecia e ammesso alla UEFA Champions League
      Ammesso all'Europa League
      Retrocesse in Football League
Note:

Tre punti a vittoria, uno a pareggio, zero a sconfitta.

### Risultati
|                  | AEK  | Apo  | Ast  | Atr  | Ker  | Lam | Lar  | Lev  | Oly  | Pna  | Pnk  | Pio  | PAO  | PAS  | Pla  | Xan  |
| ---------------- | ---- | ---- | ---- | ---- | ---- | --- | ---- | ---- | ---- | ---- | ---- | ---- | ---- | ---- | ---- | ---- |
| AEK Atene        | –––– | 0-0  | 1-0  | 0-1  | 3-1  | 2-0 | 4-0  | 2-0  | 3-2  | 1-0  | 2-0  | 1-0  | 1-0  | 3-1  | 3-0  | 4-0  |
| Apollon Smyrnis  | 0-1  | –––– | 1-3  | 0-3  | 0-0  | 1-1 | 3-0  | 1-1  | 1-0  | 2-1  | 0-0  | 1-1  | 0-0  | 4-3  | 0-1  | 2-0  |
| Asteras Tripolis | 2-0  | 2-1  | –––– | 0-1  | 4-0  | 1-3 | 3-1  | 2-0  | 1-1  | 1-0  | 0-0  | 0-1  | 3-2  | 1-2  | 4-0  | 1-1  |
| Atromitos        | 1-1  | 1-1  | 1-0  | –––– | 4-0  | 3-0 | 1-0  | 1-0  | 2-2  | 1-1  | 0-1  | 0-0  | 0-2  | 0-0  | 4-1  | 1-0  |
| Kerkyra          | 0-0  | 2-0  | 1-3  | 1-3  | –––– | 0-0 | 1-1  | 1-1  | 1-3  | 1-0  | 1-0  | 0-1  | 0-3  | 1-1  | 2-0  | 0-2  |
| Lamia            | 0-1  | 0-0  | 1-0  | 1-1  | 1-1  | ––– | 0-2  | 1-1  | 0-1  | 1-1  | 2-2  | 1-0  | 0-2  | 2-1  | 2-0  | 0-1  |
| Larissa          | 0-0  | 1-0  | 1-1  | 0-0  | 0-0  | 1-1 | –––– | 1-0  | 0-3  | 0-0  | 0-1  | 4-2  | 1-1  | 1-1  | 1-0  | 1-0  |
| Levadiakos       | 0-2  | 2-1  | 1-0  | 0-1  | 2-0  | 0-0 | 2-1  | –––– | 1-1  | 3-2  | 1-2  | 2-1  | 0-0  | 1-1  | 1-1  | 1-0  |
| Olympiakos       | 1-2  | 3-1  | 1-1  | 0-1  | 5-1  | 2-0 | 4-1  | 2-1  | –––– | 1-1  | 4-0  | 1-0  | 1-0  | 1-0  | 5-1  | 3-0  |
| Panathinaïkos    | 1-1  | 1-0  | 1-1  | 1-0  | 4-0  | 2-0 | 2-1  | 0-0  | 1-0  | –––– | 0-0  | 0-1  | 0-3  | 2-0  | 2-0  | 1-2  |
| Panetolikos      | 1-4  | 1-1  | 0-2  | 2-2  | 1-0  | 1-0 | 3-1  | 0-1  | 1-4  | 2-0  | –––– | 1-1  | 0-1  | 1-0  | 3-0  | 1-3  |
| Panionios        | 0-1  | 2-0  | 0-0  | 2-2  | 3-1  | 1-0 | 4-1  | 2-0  | 3-4  | 0-3  | 1-1  | –––– | 2-2  | 0-1  | 2-1  | 0-0  |
| PAOK Salonicco   | 0-3  | 3-0  | 2-0  | 2-1  | 3-1  | 4-0 | 3-0  | 5-0  | 0-3  | 4-0  | 1-0  | 3-1  | –––– | 1-0  | 3-0  | 2-1  |
| PAS Giannina     | 0-0  | 0-1  | 0-0  | 2-2  | 2-1  | 1-1 | 0-0  | 0-0  | 3-0  | 2-1  | 1-1  | 1-1  | 1-3  | –––– | 3-1  | 1-1  |
| Platanias        | 0-1  | 1-1  | 0-3  | 1-3  | 0-0  | 1-2 | 0-1  | 1-0  | 0-4  | 1-1  | 0-3  | 1-2  | 0-1  | 0-3  | –––– | 0-2  |
| Xanthi           | 1-1  | 2-0  | 0-0  | 0-2  | 1-1  | 0-0 | 1-0  | 2-1  | 1-1  | 1-0  | 1-1  | 2-0  | 0-3  | 3-0  | 3-2  | –––– |

## Statistiche

### Classifica marcatori
Aggiornata all'11 marzo 2018.
| Gol |  |  | Giocatore           | Squadra          |
| --- |  |  | ------------------- | ---------------- |
| 14  |  |  | Aleksandar Prijović | PAOK             |
| 13  |  |  | Karim Ansarifard    | Olympiacos       |
| 13  |  |  | Pedro Conde         | PAS Giannina     |
| 8   |  |  | Erik Jendrišek      | Xanthī           |
| 8   |  |  | Sergio Araujo       | AEK Atene        |
| 8   |  |  | Marko Livaja        | AEK Atene        |
| 8   |  |  | Kōstas Fortounīs    | Olympiacos       |
| 8   |  |  | Michalīs Manias     | Asteras Tripolīs |
| 8   |  |  | Amr Warda           | Atromītos        |